# Hermann Abert
Pour les articles homonymes, voir Abert.
Hermann Abert (né à Stuttgart le 25 mars 1871, et mort dans la même ville le 13 août 1927) est un musicologue allemand. Fils de Johann Joseph Abert. 
Sa fille Anna Amalie Abert (1906-1996) est également musicologue.

## Biographie
Après avoir reçu une formation de musicien, il étudie les lettres classiques à Berlin et à Tübingen puis la musicologie. De 1902 à 1920, Il enseigne cette discipline dans les universités de Halle, de Leipzig (succédant à H. Riemann). À partir de 1923, il se spécialise, à Berlin, dans les domaines de la musique antique et de l'histoire de l'opéra. 

## Écrits
Il est l'auteur de nombreuses études sur l'histoire de la musique.
Un de ses ouvrages de référence est sa biographie de Mozart.
- Die Lehre vom Ethos in der griechischen Musik. Breitkopf & Härtel, Leipzig 1899 (Dissertation).
- Die ästhetischen Grundsätze der mittelalterlichen Melodiebildung. Eine Studie zur Musikästhetik des Mittelalters. Kaemmerer, Halle 1902 (Habilitationsschrift).
- Johann Joseph Abert (1832–1915). Sein Leben und seine Werke. Breitkopf & Härtel, Leipzig 1916; Nachdruck: Pfaehler, Bad Neustadt 1983,  (ISBN 3-922923-26-7).
- Wolfgang Amadeus Mozart. Eine Biographie. 2 Bände. Breitkopf & Härtel, Leipzig 1919/1921.
- En tant qu'éditeur : Illustriertes Musik-Lexikon. Mitarbeiter: Friedrich Blume, Rudolf Gerber, Hans Hoffmann, Theodor Schwartzkopff. J. Engelhorns Nachf., Stuttgart 1927
- Gesammelte Schriften und Vorträge. éd. de Friedrich Blume. Niemeyer, Halle 1929; Nachdruck: Schneider, Tutzing 1968.